# Kiriłł Beczwaja
Kiriłł Gieorgijewicz Beczwaja (ros. Кирилл Георгиевич Бечвая, ur. 1903 we wsi Didiczkoni w guberni kutaiskiej, zm. ?) – radziecki działacz państwowy i partyjny.

## Życiorys
Ukończył studia w Instytucie Pedagogicznym, od 1927 należał do WKP(b) i był funkcjonariuszem Komsomołu w Abchaskiej SRR oraz pracownikiem KC Komsomołu Gruzji, następnie funkcjonariuszem partyjnym. W 1934 został I sekretarzem Gegeczkorskiego Komitetu Rejonowego Komunistycznej Partii (bolszewików) Gruzji (obecnie miasto Gegeczkowi nosi nazwę Martwili), potem do 1937 był I sekretarzem Zugdidskiego Komitetu Rejonowego KP(b)G, od 1937 do czerwca 1938 p.o. I sekretarza, a od czerwca 1938 do 1940 I sekretarzem Abchaskiego Komitetu Obwodowego KP(b)G. Od 20 marca do 14 maja 1940 był ludowym komisarzem przemysłu leśnego Gruzińskiej SRR, 1940-1943 szefem Zarządu Politycznego Ludowego Komisariatu Rolnictwa Gruzińskiej SRR i zastępcą ludowego komisarza rolnictwa Gruzińskiej SRR, 1943-1944 I sekretarzem Komitetu Obwodowego KP(b)G w Poti, a 1944-1951 I sekretarzem Adżarskiego Komitetu Obwodowego KP(b)G. W późniejszym okresie został aresztowany.

## Odznaczenia
- Order Lenina
- Order Czerwonego Sztandaru Pracy
- Order Wojny Ojczyźnianej I klasy
- Order Czerwonej Gwiazdy